# بن آموس
بنجامین پائول "بن" آموس (به انگلیسی: Benjamin Paul "Ben" Amos) (زاده ۱۰ آوریل ۱۹۹۰) بازیکن فوتبال انگلیسی است. پست وی دروازه‌بانی است و در حال حاضر برای باشگاه بولتون بازی می‌کند.